# Prvić Šepurine
Prvić Šepurine es una localidad de Croacia en el ejido de la ciudad de Vodice, condado de Šibenik-Knin.

## Geografía
Se encuentra a una altitud de 0 m s. n. m. a 309 km de la capital nacional, Zagreb.

## Demografía
En el censo 2011 el total de población de la localidad fue de 239 habitantes.
| Gráfica de población de Prvić Šepurine 1857-2011                    |
|                                                                     |
| Según los censos de población de la oficina estadística de Croacia. |